# アドリアン・ミェジェイェフスキ
アドリアン・ミェジェイェフスキ（Adrian Mierzejewski、1986年11月6日 - ）は、ポーランドの元サッカー選手。

## クラブ歴

### 初期
オルシュティンで生まれ、地元のクラブでキャリアをスタートした。2003年5月31日、ストミール・オルシュティンに所属していた16歳のミェジェイェフスキは、シヴィト・ノヴィ・ドヴル・マゾヴィエツキ戦で後半34分にマルチン・クブシクとの交代で出場し、Iリガデビューを果たした。2002-03シーズン終了までに計3試合に出場した。

### ヴィスワ・プウォツク
2004年、移籍金15,000ズウォティでヴィスワ・プウォツクに移籍し、5年契約を結んだ。2004年5月15日のディスコボリア・グロヂスク・ヴィエルコポルスキ戦で後半41分にダリウシュ・ロムズガとの交代で出場し、エクストラクラサデビューを果たした。6月8日のGKSカトヴィツェ戦では初の先発出場。2003-04シーズンはリーグ戦計3試合に出場した。
2004年11月10日、ポーランド・カップのクヤヴィアク・ヴウォツワヴェク戦でヴィスワでの初得点を挙げた。2005年5月1日のグルニク・ウェンチナ戦でエクストラクラサ初得点を挙げた。2004-05シーズンは公式戦18試合出場4得点の成績を残した。
2005年8月11日、UEFAカップ予選2回戦のグラスホッパー戦で欧州デビュー。2005-06シーズンは公式戦27試合出場2得点で終えた。ヴィスワはポーランド・カップを優勝したが、決勝には出場しなかった。
2006-07シーズンは、6試合に出場した後、ザグウェンビェ・ソスノヴィエツに6か月間レンタルに出された。ザグウェンビェでは3月10日のGKSピアスト・グリヴィツェ戦でデビューし、1か月後のクミタ・ザビエジュフ戦で移籍後初得点を挙げた。公式戦20試合に出場し1得点でシーズンを終えた。ザグウェンビェはエクストラクラサに昇格した一方でヴィスワは降格した。
2007-08シーズンは公式戦19試合に出場し2得点を挙げた。翌シーズンはポーランド・カップのLKSウォムジャ戦でハットトリックを達成し、20試合で8得点を挙げた。

### ポロニャ・ワルシャワ
2008年12月22日、ポロニャ・ワルシャワに3年契約で移籍した。2009年2月27日のレギア・ワルシャワのダービーでポロニャでのデビューを果たした。次節のヴィスワ・クラクフ戦で移籍後初得点を挙げた。2008-09シーズンは公式戦18試合出場1得点で終えた。
2009年7月23日、UEFAヨーロッパリーグ 2009-10予選2回戦のACユベネス・ドガーナ戦で欧州大会での初得点を挙げた。2009-10シーズンは36試合に出場し、3得点を挙げた。2010年8月18日、ポロニャとの契約を2013年まで延長した。

### トラブゾンスポル
2011年6月16日、トラブゾンスポルに5年契約で移籍した。トラブゾンスポルは移籍金として525万ユーロを支払ったが、これはエクストラクラサの選手としては当時の史上最高額だった。

### アル・ナスル
2014年6月11日、アル・ナスルFCへの移籍が発表された。ただし、その時点ではサウジアラビアの他のクラブとの交渉中であり、移籍は完了していなかった。6月20日に移籍金320万ユーロで正式に3年契約を締結した。
8月7日にサウジ・スーパーカップのアル・シャバブ・リヤド戦でデビューした。この試合ではムハンマド・アル＝サフラウィのゴールをアシストした。8月15日のナジランSC戦でリーグ初得点を挙げ、アル・ラーイド戦では2得点を挙げた。
AFCチャンピオンズリーグ2015では、ペルセポリスFC戦で初得点を挙げた。グループステージ全6試合に出場して2得点を挙げたが、決勝トーナメント進出を逃した。
2014-15シーズンでは25試合に出場し8得点を挙げ、アル・ナスルの2年連続リーグ優勝に貢献した。アル・ナスルではアル＝サフラウィに次いで2番目の得点源であった。

### シドニーFC
2017年8月12日、AリーグチャンピオンのシドニーFCに3年契約で移籍した。
シドニーFCでのデビューとなったFFAカップのバンクスタウン・ベリーズ戦でPKを決め、移籍後初得点を挙げた。リーグ戦ではパース・グローリー戦で初得点を挙げた。
2017FFAカップ決勝で、アデレード・ユナイテッドを2-1で破り、マン・オブ・ザ・マッチに当たるマーク・ヴィドゥカ・メダルを獲得した。好調は続き、ウェスタン・シドニー・ワンダラーズFCとのシドニーダービーでは2得点を挙げ、マン・オブ・ザ・マッチに選ばれた。2017年4月29日、2017-18シーズンのジョニー・ウォーレンメダルを獲得した。

### 長春亜泰
2018年7月8日、中国サッカー・スーパーリーグの長春亜泰に移籍した。

### 重慶力帆
2019年2月13日、重慶力帆に移籍した。

### 河南
2022年4月28日、河南嵩山龍門足球倶楽部に加入した。
2024年1月27日、現役引退を表明した。

## 代表歴
U-18、U-19、U-20、U-21の各年代でポーランド代表に選出された。
2010年5月29日、フィンランドとの親善試合でA代表デビューを果たした。
2011年6月5日、アルゼンチンとの親善試合でA代表初得点を挙げた。

## 個人成績

### クラブ
| 所属クラブ                     | シーズン     | リーグ                           | リーグ | リーグ | カップ | カップ | リーグカップ | リーグカップ | その他 | その他 | 合計 | 合計 |
| 所属クラブ                     | シーズン     | 所属リーグ                       | 出場   | 得点   | 出場   | 得点   | 出場         | 得点         | 出場   | 得点   | 出場 | 得点 |
| ------------------------------ | ------------ | -------------------------------- | ------ | ------ | ------ | ------ | ------------ | ------------ | ------ | ------ | ---- | ---- |
| ストミール・オルシュティン     | 2002-03      | Iリガ                            | 3      | 0      | 0      | 0      | –            | –            | –      | –      | 3    | 0    |
| ヴィスワ・プウォツク           | 2003-04      | エクストラクラサ                 | 3      | 0      | 0      | 0      | –            | –            | –      | –      | 3    | 0    |
| ヴィスワ・プウォツク           | 2004-05      | エクストラクラサ                 | 11     | 1      | 7      | 3      | –            | –            | –      | –      | 18   | 4    |
| ヴィスワ・プウォツク           | 2005-06      | エクストラクラサ                 | 20     | 1      | 5      | 1      | 2            | 0            | –      | –      | 27   | 2    |
| ヴィスワ・プウォツク           | 2006-07      | エクストラクラサ                 | 3      | 0      | 0      | 0      | –            | –            | 3      | 0      | 6    | 0    |
| ヴィスワ・プウォツク           | 2007-08      | Iリガ                            | 17     | 2      | 2      | 0      | –            | –            | –      | –      | 19   | 2    |
| ヴィスワ・プウォツク           | 2008-09      | Iリガ                            | 18     | 5      | 2      | 3      | –            | –            | –      | –      | 20   | 8    |
| ヴィスワ・プウォツク           | 合計         | 合計                             | 72     | 9      | 16     | 7      | 2            | 0            | 3      | 0      | 93   | 16   |
| ザグウェンビェ・ソスノヴィエツ | 2006-07      | Iリガ                            | 14     | 1      | 0      | 0      | –            | –            | –      | –      | 14   | 1    |
| ポロニャ・ワルシャワ           | 2008-09      | エクストラクラサ                 | 12     | 2      | 4      | 0      | –            | –            | 2      | 1      | 18   | 3    |
| ポロニャ・ワルシャワ           | 2009-10      | エクストラクラサ                 | 30     | 2      | 0      | 0      | 6            | 1            | –      | –      | 36   | 3    |
| ポロニャ・ワルシャワ           | 2010-11      | エクストラクラサ                 | 27     | 7      | 4      | 1      | –            | –            | –      | –      | 31   | 8    |
| ポロニャ・ワルシャワ           | 合計         | 合計                             | 69     | 11     | 8      | 1      | 6            | 1            | 2      | 1      | 185  | 14   |
| トラブゾンスポル               | 2011-12      | スュペル・リグ                   | 33     | 0      | 2      | 0      | 8            | 0            | –      | –      | 43   | 0    |
| トラブゾンスポル               | 2012-13      | スュペル・リグ                   | 21     | 5      | 8      | 8      | 0            | 0            | –      | –      | 29   | 13   |
| トラブゾンスポル               | 2013-14      | スュペル・リグ                   | 27     | 4      | 1      | 0      | 12           | 3            | –      | –      | 40   | 7    |
| トラブゾンスポル               | 合計         | 合計                             | 84     | 9      | 11     | 8      | 20           | 3            | 0      | 0      | 115  | 20   |
| アル・ナスル                   | 2014-15      | サウジ・プロフェッショナルリーグ | 24     | 8      | 6      | 1      | 6            | 2            | 1      | 0      | 37   | 11   |
| アル・ナスル                   | 2015-16      | サウジ・プロフェッショナルリーグ | 19     | 10     | 5      | 1      | 6            | 1            | 1      | 0      | 31   | 12   |
| アル・ナスル                   | 合計         | 合計                             | 43     | 18     | 11     | 2      | 12           | 3            | 2      | 0      | 68   | 23   |
| シャールジャ                   | 2016-17      | UAEプロリーグ                    | 19     | 3      | 6      | 5      | —            | —            | —      | —      | 25   | 8    |
| シドニーFC                     | 2017-18      | Aリーグ                          | 25     | 13     | 3      | 1      | 6            | 1            | —      | —      | 34   | 15   |
| 長春亜泰                       | 2018         | 中国サッカー・スーパーリーグ     | 19     | 3      | 0      | 0      | —            | —            | —      | —      | 19   | 3    |
| 重慶力帆                       | 2019         | 中国サッカー・スーパーリーグ     | 28     | 4      | 0      | 0      | —            | —            | —      | —      | 28   | 4    |
| 重慶力帆                       | 2020         | 中国サッカー・スーパーリーグ     | 11     | 6      | 0      | 0      | —            | —            | —      | —      | 11   | 6    |
| 重慶力帆                       | 合計         | 合計                             | 39     | 10     | 0      | 0      | 0            | 0            | 0      | 0      | 39   | 10   |
| 広州富力                       | 2020         | 中国サッカー・スーパーリーグ     | 6      | 2      | 0      | 0      | —            | —            | —      | —      | 6    | 2    |
| 上海申花                       | 2021         | 中国サッカー・スーパーリーグ     | 16     | 5      | 4      | 0      | —            | —            | —      | —      | 20   | 5    |
| 河南                           | 2022         | 中国サッカー・スーパーリーグ     | 29     | 6      | 0      | 0      | —            | —            | —      | —      | 29   | 6    |
| 河南                           | 2023         | 中国サッカー・スーパーリーグ     | 22     | 2      | 1      | 1      | —            | —            | —      | —      | 23   | 3    |
| 河南                           | 合計         | 合計                             | 51     | 78     | 1      | 1      | —            | —            | —      | —      | 52   | 9    |
| キャリア通算                   | キャリア通算 | キャリア通算                     | 460    | 92     | 60     | 25     | 46           | 8            | 7      | 1      | 573  | 126  |

### 代表でのゴール
| # | 開催日        | 開催地                                             | 対戦国       | スコア | 結果 | 大会                                  |
| - | ------------- | -------------------------------------------------- | ------------ | ------ | ---- | ------------------------------------- |
| 1 | 2011年6月5日  | ワルシャワ、スタディオン・ヴォイスカ・ポルスキエゴ | アルゼンチン | 1–0    | 2–1  | 親善試合                              |
| 2 | 2012年9月7日  | ポドゴリツァ、スタディオン・ポド・ゴリツォム       | モンテネグロ | 2–2    | 2–2  | 2014 FIFAワールドカップヨーロッパ予選 |
| 3 | 2013年9月10日 | セラヴァッレ、サンマリノ・スタジアム               | サンマリノ   | 5–1    | 5–1  | 2014 FIFAワールドカップヨーロッパ予選 |

## タイトル
アル・ナスル
- サウジ・プロフェッショナルリーグ: 2014-15

シドニーFC
- Aリーグ: 2017-18
- FFAカップ: 2017